# Solomon Birnbaum
Solomon Birnbaum, även känd som Salomo, Solomon A eller Solomon Asher, född den 24 december 1891 i Wien, död den 28 december 1989 i Toronto, var en judisk lingvist (specialiserad på jiddisch) och hebreisk paleograf.  